# Östergötlands runinskrifter 128
Östergötlands runinskrifter 128 är en runsten i Linköping. Den står idag på Valla fritidsområde nära universitetet, men har tidigare funnits vid Sankt Lars kyrkohärbärge längre österut i staden. Stenen dateras till vikingatid.

## Translitteration
Texten i Östergötlands runinskrifter 128 lyder i translittererad form:
: santau × lit × risa × stain × þinasa × iftiR × fasta ¤¤ bunta ¤ sin × auk × bruþ × sina + tua + kuþmunt :: auk + sikbiurn

## Översättning
Tolkningen blir på modern svenska: Sandö lät resa denna sten efter Faste, sin man, och sina två bröder, Gudmund och Sigbjörn.